# Aoki Takehiko
Takehiko Aoki (sinh ngày 28 tháng 11 năm 1974) là một cầu thủ bóng đá người Nhật Bản.

## Sự nghiệp câu lạc bộ
Takehiko Aoki đã từng chơi cho Bellmare Hiratsuka.